# Zbigniew Bagiński
Zbigniew Bagiński (født 19. januar 1949 i Szczecin, død 24. august 2024 i Warszawa) var en polsk komponist, professor, dirigent og lærer.
Bagiński studerede komposition på State Higher School of Music i Warszawa. Han var fra (1974) tilknyttet Fryderyk Chopin Akademiet, først som lærer og senere som professor i komposition, teori og direktion.
Bagiński skrev 3 symfonier, kammermusik, orkesterværker, solostykker for mange instrumenter etc.

## Udvalgte værker
- Symfoni "Natlig" (1984) - for orkester
- Symfoni "I syv scener" (1988) - for orkester
- "Lille elegisk Symfoni" (1995) - for kammerorkester
- "Triptykon" (1968) - for klarinet og orkester